# Harold Rome
Pour les articles homonymes, voir Rome (homonymie).
Œuvres principales
- Pins and Needles, revue (1937)
- Wish You Were Here, comédie musicale (1952)
- Fanny, comédie musicale (1954)
- I Can Get It for You Wholesale (en), comédie musicale (1962)
Harold Rome (parfois crédité Harold J. Rome) est un compositeur et lyriciste américain, né Harold Jacob Rome le 27 mai 1908 à Hartford (Connecticut), mort le 26 octobre 1993 à New York (État de New York).

## Biographie
Harold Rome s'illustre en particulier comme compositeur et lyriciste (accessoirement librettiste) à Broadway, d'abord pour des revues. La première est Pins and Needles, représentée 1 108 fois de novembre 1937 à juin 1940. La dernière est Bless You All, représentée en 1950-1951.
En 1949, il écrit les paroles anglaises de la chanson française Mais qu’est-ce que j’ai ?. Le titre de la chanson devint What Can I Do ? et la chanson est enregistrée en mars 1950 à Chicago par Madelyn Russell avec l'orchestre de Mitch Miller.
Sa première comédie musicale pour Broadway est Wish You Were Here (en) (avec Larry Blyden, Jack Cassidy, Florence Henderson, Reid Shelton et Tom Tryon), mise en scène et chorégraphiée par Joshua Logan, jouée en 1952-1953. La deuxième est Fanny (avec Florence Henderson, Ezio Pinza et Walter Slezak), d'après la trilogie marseillaise de Marcel Pagnol, mise en scène par Joshua Logan, représentée 888 fois de novembre 1954 à décembre 1956.
Une autre de ses comédies musicales notables est I Can Get It for You Wholesale (en) (avec Lillian Roth, Marilyn Cooper, Elliott Gould, Jack Kruschen et Barbra Streisand), mise en scène par Arthur Laurents, jouée en 1962.
Son avant-dernière contribution à Broadway est pour La Grosse Valse, adaptation anglaise titrée La Grosse Valise de la comédie musicale française éponyme, sur une musique de Gérard Calvi et un livret de Robert Dhéry (qui met en scène cette adaptation), représentée en 1965, sans succès.
Citons encore Scarlett (en), comédie musicale d'après le roman Autant en emporte le vent de Margaret Mitchell, créée à Tokyo en 1970 (sur un livret original en japonais), reprise à Londres en 1972 (dans une adaptation en anglais sous le titre original du roman Gone with the Wind).
Au cinéma, outre diverses réutilisations de songs, Harold Rome est l'auteur de la musique du film Fanny de Joshua Logan (avec Leslie Caron et Horst Buchholz), sorti en 1961, adapté de sa comédie musicale précitée.
Ce film lui vaut en 1962 une nomination au Golden Globe de la meilleure musique de film.
Autre distinction, il est lauréat en 1982 du Songwriters Hall of Fame.
Harold Rome est réputé pour avoir été un amateur éclairé d’art africain et l’un des plus grands collectionneurs de poulies de métier à tisser de Côte-d’Ivoire. De nombreuses pièces lui ayant appartenu figurent dans différents musées tel qu’au Metropolitan Museum de New-York.

## Théâtre musical
(musique et lyrics, à Broadway, sauf mention contraire)

### Revues
- 1937-1937 : Pins and Needles, livret de divers (dont Marc Blitzstein et Harold Rome)
- 1938-1939 : Sing Out the News, livret de Charles Friedman, production de Max Gordon, George S. Kaufman et Moss Hart
- 1939-1940 : Streets of Paris, musique de James McHugh, lyrics d'Al Dubin, livret de divers, costumes d'Irene Sharaff (musique et lyrics additionnels)
- 1942 : Let Freedom Sing, livret de Sam Locke
- 1942-1943 : Stars and Garter, musique et lyrics de divers (dont Harold Arlen et Harold Rome), costumes d'Irene Sharaff
- 1943-1944 : Ziegfeld Follies of 1943, musique de Ray Henderson et Dan White, lyrics de Jack Yellen et Buddy Burston, livret de divers (dont Harold Rome)
- 1946-1948 : Call Me Mister, livret d'Arnold Auerbach et Arnold B. Horwitt (adaptée au cinéma en 1951, dont le titre français est Aventure à Tokyo)
- 1950 : Alive and Kicking, musique et lyrics de divers (dont Hoagy Carmichael, Sammy Fain et Harold Rome), livret de divers, orchestrations de George Bassman, décors et costumes de Raoul Pène Du Bois
- 1950-1951 : Bless You All, livret d'Arnold Auerbach, décors d'Oliver Smith

### Comédies musicales
- 1952-1953 : Wish You Were Here, livret d'Arthur Kober et Joshua Logan, mise en scène et chorégraphie de Joshua Logan
- 1954-1956 : Fanny, livret de S.N. Behrman et Joshua Logan, d'après la trilogie marseillaise de Marcel Pagnol, mise en scène de Joshua Logan
- 1959-1960 : Destry Rides Again (en), livret de Leonard Gershe, mise en scène et chorégraphie de Michael Kidd, décors d'Oliver Smith
- 1962 : I Can Get It for You Wholesale (en), livret de Jerome Weidman, mise en scène d'Arthur Laurents et Herbert Ross (numéros musicaux), costumes de Theoni V. Aldredge
- 1965 : La Grosse Valse (La Grosse Valise en anglais), musique de Gérard Calvi, lyrics d'Harold Rome, livret (et mise en scène) de Robert Dhéry, chorégraphie de Colette Brosset
- 1965-1966 : The Zulu and the Zayda, livret d'Howard Da Silva et Felix Leon, mise en scène de Dore Schary
- 1970 : Scarlett, livret original en japonais de Kazuo Kikuta, d'après le roman Autant en emporte le vent (Gone with the Wind) de Margaret Mitchell (à Tokyo)
- 1972 : Gone with the Wind, reprise de Scarlett, livret adaptée en anglais par Horton Foote (à Londres)

### Autres
- 1957-1958 : Romanoff and Juliet, pièce de Peter Ustinov, mise en scène de George S. Kaufman (musique de scène)

## Cinéma
- 1961 : Fanny de Joshua Logan

## Distinctions (sélection)
- 1962 : Nomination au Golden Globe de la meilleure musique de film, pour Fanny.
- 1982 : Lauréat du Songwriters Hall of Fame.